# I Minimammut Newton
I MiniMammut è una collana di libri della casa editrice Newton Compton, più precisamente l'edizione "ristretta" dei Mammut, al prezzo di €3,90 o €4,90.

## Elenco uscite
| Numero | Autore                                       | Titolo | ISBN               | Copertina          |
| ------ | -------------------------------------------- | --- | ------------------ | ------------------ |
| 1.     | Dante Alighieri                              | Divina Commedia                                                                                                 | ISBN 9788854165069 | rigida             |
| 2.     | Charles Dickens                              | Grandi speranze                                                                                                 | ISBN 9788822748867 | rigida; flessibile |
| 3.     | Fëdor M. Dostoevskij                         | Delitto e castigo                                                                                               | ISBN 9788854165168 | rigida; flessibile |
| 4.     | Jane Austen                                  | Orgoglio e pregiudizio                                                                                          | ISBN 9788854165052 |                    |
| 5.     | Michail A. Bulgakov                          | Il maestro e Margherita                                                                                         | ISBN 9788854165083 | rigida             |
| 6.     | Gabriele D'Annunzio                          | Il piacere | ISBN 9788854165113 | rigida             |
| 7.     | Gustave Flaubert                             | Madame Bovary                                                                                                   |                    |                    |
| 8.     | Herman Melville                              | Moby Dick | ISBN 9788854165342 | rigida             |
| 9.     | Luigi Pirandello                             | Il fu Mattia Pascal                                                                                             | ISBN 9788854165380 | rigida             |
| 10.    | Edgar Allan Poe                              | Tutti i racconti del mistero, dell'incubo e del terrore                                                         |                    |                    |
| 11.    | Italo Svevo                                  | La coscienza di Zeno                                                                                            | ISBN 9788854165472 | rigida             |
| 12.    | Giovanni Verga                               | I Malavoglia |                    |                    |
| 13.    | Oscar Wilde                                  | Il ritratto di Dorian Gray                                                                                      | ISBN 9788854165533 | rigida             |
| 14.    | Emily Bronte                                 | Cime tempestose                                                                                                 |                    |                    |
| 15.    | Alessandro Manzoni                           | I promessi sposi                                                                                                | ISBN 9788854165519 | rigida; flessibile |
| 16.    | Lev N. Tolstoj                               | Anna Karenina                                                                                                   | ISBN 9788854165526 | rigida; flessibile |
| 17.    | David Herbert Lawrence                       | L'amante di Lady Chatterley                                                                                     |                    |                    |
| 18.    | Stendhal                                     | La Certosa di Parma                                                                                             | ISBN 9788854165540 | flessibile         |
| 19.    | Miguel Cervantes                             | Don Chisciotte della Mancha                                                                                     | ISBN 9788854165557 | rigida             |
| 20.    | Federico De Roberto                          | I Viceré | ISBN 9788854165564 | rigida             |
| 21.    | Kahlil Gibran                                | Il Profeta - Il Giardino del Profeta                                                                            | ISBN 9788854168206 | rigida; flessibile |
| 22.    | Federico García Lorca                        | Poesie. Libro de Poemas - Suites                                                                                | ISBN 9788854168084 | flessibile         |
| 23.    | Charles Baudelaire                           | I fiori del male e tutte le poesie                                                                              | ISBN 9788854168091 | flessibile         |
| 24.    | Walt Whitman                                 | Foglie d'erba                                                                                                   | ISBN 9788854168107 | flessibile         |
| 25.    | Emily Dickinson                              | Poesie | ISBN 9788854168114 | flessibile         |
| 26.    | Totò                                         | 'A livella e poesie d'amore                                                                                     |                    |                    |
| 27.    | Giacomo Leopardi                             | Canti | ISBN 9788854168145 | flessibile         |
| 28.    | Edgar Lee Masters                            | Antologia di Spoon River                                                                                        | ISBN 9788854168176 | flessibile         |
| 29.    | Arthur Rimbaud                               | Tutte le poesie                                                                                                 | ISBN 9788854168183 | flessibile         |
| 30.    | Fernando Pessoa                              | Poesie | ISBN 9788854168190 | flessibile         |
| 31.    | Sigmund Freud                                | L'interpretazione dei sogni                                                                                     | ISBN 9788854171633 | rigida; flessibile |
| 32.    | Friedrich Nietzsche                          | Al di là del bene e del male                                                                                    | ISBN 9788854171640 | rigida; flessibile |
| 33.    | Mahatma Gandhi                               | La mia vita per la libertà                                                                                      | ISBN 9788854171657 | rigida             |
| 34.    | Sigmund Freud                                | Introduzione alla psicoanalisi                                                                                  | ISBN 9788854171664 | rigida             |
| 35.    | James G. Frazer                              | Il ramo d'oro                                                                                                   | ISBN 9788854171671 | rigida             |
| 36.    | Friedrich Nietzsche                          | Così parlò Zarathustra                                                                                          | ISBN 9788854171701 | rigida; flessibile |
| 37.    | Sigmund Freud                                | Psicopatologia della vita quotidiana                                                                            | ISBN 9788854171718 | rigida             |
| 38.    | Albert Einstein                              | Il significato della relatività - Il mondo come io lo vedo                                                      | ISBN 9788854171725 | rigida             |
| 39.    | Charles Darwin                               | L'origine delle specie                                                                                          | ISBN 9788854171732 | rigida; flessibile |
| 40.    | Sigmund Freud                                | Casi clinici | ISBN 9788854171800 | rigida             |
| 41.    | William Shakespeare                          | Tutto il teatro (1/6 - cofanetto)                                                                               | ISBN 9788854173781 | rigida             |
| 42.    | William Shakespeare                          | Tutto il teatro (2/6 - cofanetto)                                                                               |                    | rigida             |
| 43.    | William Shakespeare                          | Tutto il teatro (3/6 - cofanetto)                                                                               |                    | rigida             |
| 44.    | William Shakespeare                          | Tutto il teatro (4/6 - cofanetto)                                                                               |                    | rigida             |
| 45.    | William Shakespeare                          | Tutto il teatro (5/6 - cofanetto)                                                                               |                    | rigida             |
| 46.    | William Shakespeare                          | Tutto il teatro (6/6 - cofanetto)                                                                               |                    | rigida             |
| 47.    | Giovanni Verga                               | Mastro-don Gesualdo                                                                                             | ISBN 9788854172395 | flessibile         |
| 48.    | James Joyce                                  | Ulisse | ISBN 9788854172401 | rigida             |
| 49.    | Bram Stoker                                  | Dracula |                    | rigida             |
| 50.    | Jane Austen                                  | Ragione e sentimento                                                                                            | ISBN 9788854172425 | rigida             |
| 51.    | Marcel Proust                                | Alla ricerca del tempo perduto vol. I - (1/7 cofanetto)                                                         | ISBN 9788822750747 | rigida             |
| 52.    | Marcel Proust                                | Alla ricerca del tempo perduto vol. II - (2/7 cofanetto)                                                        |                    |                    |
| 53.    | Marcel Proust                                | Alla ricerca del tempo perduto vol. III - (3/7 cofanetto)                                                       |                    |                    |
| 54.    | Marcel Proust                                | Alla ricerca del tempo perduto vol. IV - (4/7 cofanetto)                                                        |                    |                    |
| 55.    | Marcel Proust                                | Alla ricerca del tempo perduto vol. V - (5/7 cofanetto)                                                         |                    |                    |
| 56.    | Marcel Proust                                | Alla ricerca del tempo perduto vol. VI - (6/7 cofanetto)                                                        |                    |                    |
| 57.    | Marcel Proust                                | Alla ricerca del tempo perduto vol. VII - (7/7 cofanetto)                                                       |                    |                    |
| 58.    | Stendhal                                     | Il rosso e il nero                                                                                              | ISBN 9788854172432 | rigida             |
| 59.    | -                                            | Il Corano |                    | rigida; flessibile |
| 60.    | Fedor Dostoevskij                            | I fratelli Karamazov                                                                                            |                    | rigida             |
| 61.    | -                                            | Le mille e una notte vol. I - (1/7 cofanetto)                                                                   |                    |                    |
| 62.    | -                                            | Le mille e una notte vol. II - (2/7 cofanetto)                                                                  |                    |                    |
| 63.    | Charles Perrault e altri                     | I racconti delle fate - (3/7 cofanetto)                                                                         |                    |                    |
| 64.    | Fratelli Grimm                               | Tutte le fiabe - (4/7 cofanetto)                                                                                |                    |                    |
| 65.    | Hans Christian Andersen                      | Tutte le fiabe vol. I - (5/7 cofanetto)                                                                         |                    |                    |
| 66.    | Hans Christian Andersen                      | Tutte le fiabe vol. II - (6/7 cofanetto)                                                                        |                    |                    |
| 67.    | Carlo Collodi                                | Le avventure di Pinocchio, fiabe e racconti - (7/7 cofanetto)                                                   | ISBN 9788822736543 | rigida             |
| 68.    | Charlotte Brontë                             | Jane Eyre | ISBN 9788854172623 | rigida             |
| 69.    | Franz Kafka                                  | Il processo | ISBN 9788854172630 | rigida             |
| 70.    | Edmondo De Amicis                            | Cuore | ISBN 9788854172647 | rigida             |
| 71.    | Luigi Pirandello                             | Uno, nessuno e centomila                                                                                        | ISBN 9788854126213 | rigida; flessibile |
| 72.    | Arthur Conan Doyle                           | Sherlock Holmes. Il mastino dei Baskerville                                                                     |                    | rigida             |
| 73.    | Jane Austen                                  | Emma | ISBN 9788854174511 | rigida             |
| 74.    | Fedor Dostoevskij                            | Il giocatore - Le notti bianche - La mite - Il sogno di un uomo ridicolo                                        |                    |                    |
| 75.    | Sigmund Freud                                | Ossessioni, fobie e paranoia                                                                                    | ISBN 9788854174535 | rigida; flessibile |
| 76.    | Sigmund Freud                                | Il motto di spirito e la sua relazione con l’inconscio                                                          | ISBN 9788854174542 | rigida             |
| 77.    | Mark Twain                                   | Il principe e il povero                                                                                         | ISBN 9788854174559 | rigida             |
| 78.    | Charles Dickens                              | Oliver Twist | ISBN 9788854174566 | rigida             |
| 79.    | Émile Zola                                   | Germinal | ISBN 9788854174573 | rigida             |
| 80.    | Eschilo                                      | Tutte le tragedie                                                                                               |                    | rigida; flessibile |
| 81.    | Antonio Fogazzaro                            | Piccolo mondo antico                                                                                            | ISBN 9788854174597 | rigida             |
| 82.    | Henry James                                  | Ritratto di signora                                                                                             | ISBN 9788854174610 | rigida             |
| 83.    | Sant'Agostino                                | Le confessioni                                                                                                  | ISBN 9788854174627 | rigida             |
| 84.    | Friedrich Nietzsche                          | Umano, troppo umano                                                                                             | ISBN 9788854174634 | rigida             |
| 85.    | J. M. Barrie                                 | Le Avventure di Peter Pan (edizione integrale)                                                                  |                    |                    |
| 86.    | Franz Kafka                                  | La metamorfosi e tutti i racconti                                                                               |                    |                    |
| 87.    | Arthur Schopenhauer                          | Il mondo come volontà e rappresentazione                                                                        | ISBN 9788854175020 | rigida             |
| 88.    | Fëdor M. Dostoevskij                         | L'idiota | ISBN 9788854175037 | flessibile         |
| 89.    | Sigmund Freud                                | Sulla cocaina                                                                                                   | ISBN 9788854175044 | rigida             |
| 90.    | Sigmund Freud                                | L'Io e l'Es. Inibizione, sintomo e angoscia                                                                     |                    | flessibile         |
| 91.    | Charles Dickens                              | Nicholas Nickleby                                                                                               | ISBN 9788822703675 | rigida             |
| 92.    | Émile Zola                                   | Nanà | ISBN 9788854175075 | rigida             |
| 93.    | Gaston Leroux                                | Il fantasma dell'Opera                                                                                          | ISBN 9788854175082 | rigida             |
| 94.    | Katherine Mansfield                          | Tutti i racconti                                                                                                | ISBN 9788854175099 | rigida             |
| 95.    | Platone                                      | Repubblica | ISBN 9788854175105 | rigia              |
| 96.    | Rudyard Kipling                              | Capitani coraggiosi                                                                                             | ISBN 9788854175112 | rigida             |
| 97.    | Howard P. Lovecraft                          | I racconti del Necromicon                                                                                       | ISBN 9788854175129 | rigida             |
| 98.    | Caio Giulio Cesare                           | La guerra gallica                                                                                               | ISBN 9788854175143 | rigida             |
| 99.    | Lewis Carroll                                | Alice nel paese delle meraviglie                                                                                |                    |                    |
| 100.   | D.-A. François de Sade                       | Le 120 giornate di Sodoma                                                                                       | ISBN 9788854180765 | rigida             |
| 101.   | Émile Zola                                   | Al Paradiso delle Signore                                                                                       | ISBN 9788854180772 | rigida             |
| 102.   | Jonathan Swift                               | I viaggi di Gulliver                                                                                            | ISBN 9788854180789 | rigida             |
| 103.   | William Shakespeare                          | Amleto |                    | rigida; flessibile |
| 104.   | Henry James                                  | Giro di vite | ISBN 9788854180802 | rigida             |
| 105.   | Ovidio                                       | L'arte di amare - Come curar l'amore - L'arte del trucco                                                        |                    | rigida             |
| 106.   | Robert Louis Stevenson                       | L'isola del tesoro                                                                                              | ISBN 9788854180826 | rigida             |
| 107.   | Howard P. Lovecraft                          | La casa stregata e altri racconti                                                                               | ISBN 9788854180833 | rigida             |
| 108.   | Jane Austen                                  | Lady Susan • I Watson • Sanditon                                                                                | ISBN 9788854180840 | rigida             |
| 109.   | Jules Verne                                  | Ventimila leghe sotto i mari                                                                                    | ISBN 9788854180857 | rigida             |
| 110.   | Anne Brontë                                  | Agnes Grey |                    | rigida             |
| 111.   | Alexandre Dumas                              | I Borgia |                    | rigida             |
| 112.   | Oscar Wilde                                  | Tutti i racconti                                                                                                |                    | rigida             |
| 113.   | Arthur Conan Doyle                           | Le avventure di Sherlock Holmes                                                                                 |                    | rigida             |
| 114.   | Edith Wharton                                | L'età dell'innocenza                                                                                            |                    | rigida             |
| 115.   | Italo Svevo                                  | Una vita |                    | rigida             |
| 116.   | Giovanni Boccaccio                           | Decameron |                    | rigida; flessibile |
| 117.   | James Fenimore Cooper                        | L'ultimo dei mohicani                                                                                           |                    | rigida             |
| 118.   | Svetonio                                     | Vita dei Cesari                                                                                                 |                    | rigida; flessibile |
| 119.   | Jane Austen                                  | L'abbazia di Northanger                                                                                         |                    | rigida             |
| 120.   | Mark Twain                                   | Le avventure di Tom Sawyer                                                                                      |                    | rigida             |
| 121.   | Jules Verne                                  | Viaggio al centro della terra                                                                                   |                    | rigida             |
| 122.   | Plutarco                                     | Vite parallele: Alessandro e Cesare                                                                             |                    | rigida; flessibile |
| 123.   | Albert Einstein                              | Pensieri, idee, opinioni                                                                                        |                    | rigida             |
| 124.   | Ugo Foscolo                                  | Ultime lettere di Jacopo Ortis                                                                                  |                    | rigida             |
| 125.   | William Shakespeare                          | Macbeth |                    | rigida             |
| 126.   | Rudyard Kipling                              | Kim |                    | rigida             |
| 127.   | Jack London                                  | Il richiamo della foresta, Zanna bianca e altre storie di cani                                                  |                    | rigida             |
| 128.   | Torquato Tasso                               | Gerusalemme liberata                                                                                            |                    | rigida             |
| 129.   | Joseph Conrad                                | Cuore di tenebra e altri racconti d'avventura                                                                   | ISBN 9788854181601 | rigida             |
| 130.   | Luigi Pirandello                             | L'esclusa |                    | rigida             |
| 131.   | Wilkie Collins                               | La donna in bianco                                                                                              |                    | rigida             |
| 132.   | Wilkie Collins                               | Senza nome |                    | rigida             |
| 133.   | William Shakespeare                          | Il mercante di Venezia                                                                                          |                    | rigida             |
| 134.   | Omero                                        | Iliade |                    | rigida             |
| 135.   | Lucio Apuleio                                | La favola di Amore e Psiche                                                                                     |                    | rigida; flessibile |
| 136.   | Nathaniel Hawthorne                          | La lettera scarlatta                                                                                            |                    | rigida; flessibile |
| 137.   | Sigmund Freud                                | La psicoanalisi infantile                                                                                       |                    | rigida             |
| 138.   | Charlotte Brontë                             | Villette |                    | rigida             |
| 139.   | Niccolò Machiavelli                          | Il Principe - Dell'arte della guerra                                                                            |                    | rigida             |
| 140.   | Arthur Conan Doyle                           | Il ritorno di Sherlock Holmes                                                                                   |                    | rigida             |
| 141.   | Jane Austen                                  | Persuasione |                    | flessibile         |
| 142.   | Arthur Conan Doyle                           | Sherlock Holmes. La Valle della Paura                                                                           |                    | rigida             |
| 143.   | Edgar Allan Poe                              | Le avventure di Gordon Pym                                                                                      |                    | rigida             |
| 144.   | Lyman Frank Baum                             | Il mago di Oz                                                                                                   |                    | rigida             |
| 145.   | Frances Hodgson Burnett                      | Il giardino segreto                                                                                             |                    | rigida             |
| 146.   | Alexandre Dumas (padre)                      | Il conte di Montecristo                                                                                         |                    | rigida             |
| 147.   | Omero                                        | Odissea |                    | flessibile         |
| 148.   | Albert Einstein                              | Come io vedo il mondo – La teoria della relatività                                                              |                    | rigida             |
| 149.   | Mary Shelley                                 | Frankenstein |                    | rigida             |
| 150.   | Daniel Defoe                                 | Robinson Crusoe                                                                                                 |                    | rigida             |
| 151.   | Thomas Hardy                                 | Jude l'oscuro                                                                                                   |                    | rigida             |
| 152.   | Charles Dickens                              | David Copperfield                                                                                               | ISBN 9788822748850 | rigida             |
| 153.   | Rudyard Kipling                              | Il libro della giungla                                                                                          |                    | rigida             |
| 154.   | Jane Austen                                  | Mansfield Park                                                                                                  |                    | rigida             |
| 155.   | Mark Twain                                   | Le avventure di Huckleberry Finn                                                                                |                    | rigida             |
| 156.   | Giovanni Verga                               | Storia di una capinera                                                                                          |                    | rigida; flessibile |
| 157.   | Ovidio                                       | Le metamorfosi                                                                                                  |                    | rigida             |
| 158.   | Sigmund Freud                                | Il sogno e Scritti su ipnosi e suggestione                                                                      |                    | rigida             |
| 159.   | Wilkie Collins                               | L'albergo stregato                                                                                              |                    | rigida             |
| 160.   | Daniel Defoe                                 | Moll Flanders                                                                                                   |                    | rigida             |
| 161.   | Confucio                                     | Massime di saggezza                                                                                             |                    | rigida; flessibile |
| 162.   | Arthur Schopenhauer                          | L'arte di ottenere rispetto                                                                                     | ISBN 9788854190832 | rigida; flessibile |
| 163.   | Lucio Anneo Seneca                           | L'arte di vivere a lungo                                                                                        | ISBN 9788854190849 | rigida; flessibile |
| 164.   | Sun Tzu                                      | L'arte della guerra                                                                                             |                    | rigida; flessibile |
| 165.   | Charlotte Brontë                             | Shirley |                    | rigida             |
| 166.   | Fedor Dostoevskij                            | I demoni | ISBN 9788854190641 | rigida             |
| 167.   | Alexander Dumas (figlio)                     | La signora delle camelie                                                                                        |                    | rigida; flessibile |
| 168.   | Sigmund Freud                                | Totem e tabù e altri saggi di antropologia                                                                      |                    | rigida             |
| 169.   | Howard P. Lovecraft                          | Le Montagne della Follia                                                                                        | ISBN 9788854190672 | flessibile         |
| 170.   | Johann Wolfgang von Goethe                   | I dolori del giovane Werther                                                                                    |                    | rigida; flessibile |
| 171.   | Charles Dickens                              | Le due città |                    | rigida             |
| 172.   | Anne Brontë                                  | La signora di Wildfell Hall                                                                                     |                    | rigida             |
| 173.   | Robert Louis Stevenson                       | Lo strano caso del Dr. Jekyll e Mr. Hyde e altri racconti dell'orrore                                           |                    | rigida; flessibile |
| 174.   | Walter Scott                                 | Ivanhoe |                    | flessibile         |
| 175.   | Wilkie Collins                               | La Pietra di Luna                                                                                               |                    | rigida             |
| 176.   | Sigmund Freud                                | L’avvenire di un’illusione - Il disagio della civiltà                                                           |                    | rigida             |
| 177.   | Arthur Schopenhauer                          | La saggezza della vita. Aforismi                                                                                |                    | rigida             |
| 178.   | Jules Verne                                  | Il giro del mondo in 80 giorni                                                                                  |                    | rigida             |
| 179.   | Earl Derr Biggers                            | Charlie Chan e il cammello nero                                                                                 |                    | rigida             |
| 180.   | Arthur Conan Doyle                           | Sherlock Holmes. Uno studio in rosso                                                                            |                    | rigida; flessibile |
| 181.   | Richard Austin Freeman                       | L'impronta scarlatta                                                                                            |                    | rigida             |
| 182.   | John Bucham                                  | I trentanove scalini                                                                                            |                    | rigida             |
| 183.   | Van Dine                                     | La strana morte del signor Benson                                                                               |                    | rigida             |
| 184.   | Edgar Wallace                                | Il castello del terrore                                                                                         |                    | rigida             |
| 185.   | Edgar Rice Burroughs                         | Tarzan delle Scimmie                                                                                            |                    | rigida             |
| 186.   | Howard P. Lovecraft                          | L'orrore di Dunwich e altri racconti                                                                            |                    | rigida; flessibile |
| 187.   | Alexandre Dumas                              | Il tulipano nero                                                                                                |                    | rigida             |
| 188.   | D.-A. François de Sade                       | Justine ovvero Le disgrazie della virtù                                                                         |                    | rigia              |
| 189.   | Wilkie Collins                               | Armadale |                    |                    |
| 190.   | Cesare Beccaria                              | Dei delitti e delle pene                                                                                        |                    | rigida             |
| 191.   |                                              | |                    |                    |
| 192.   |                                              | |                    |                    |
| 193.   |                                              | |                    |                    |
| 194.   |                                              | |                    |                    |
| 195.   |                                              | |                    |                    |
| 196.   | Michail A. Bulgakov                          | Cuore di cane e altri racconti                                                                                  |                    | rigida             |
| 197.   | Oscar Wilde                                  | L’importanza di essere onesto • Il ventaglio di Lady Windermere • Una donna senza importanza • Un marito ideale |                    | rigida             |
| 198.   | Charles Baudelaire                           | Paradisi artificiali                                                                                            |                    | rigida; flessibile |
| 199.   | Louisa May Alcott                            | Piccole donne - Piccole donne crescono                                                                          |                    | rigida             |
| 200.   | Franz Kafka                                  | Lettera al padre - La condanna                                                                                  |                    | rigida; flessibile |
| 201.   | Émile Zola                                   | Thérèse Raquin                                                                                                  |                    | rigida             |
| 202.   | Friedrich Nietzsche                          | L'Anticristo - Crepuscolo degli idoli - Ecce homo                                                               |                    | rigida             |
| 203.   | Guy de Maupassant                            | Bel-Ami |                    | rigida             |
| 204.   | Franz Kafka                                  | Il Castello |                    | rigida; flessibile |
| 205.   | Arthur Conan Doyle                           | Sherlock Holmes. Il segno dei Quattro                                                                           |                    | rigida; flessibile |
| 206.   | Charlotte Brontë                             | Il professore                                                                                                   |                    | rigida             |
| 207.   | Johann Wolfgang von Goethe                   | Le affinità elettive                                                                                            |                    | flessibile         |
| 208.   | Pierre-Ambroise-François Choderlos de Laclos | Le relazioni pericolose                                                                                         |                    | rigida             |
| 209.   | Giovanni Verga                               | Tutte le novelle                                                                                                |                    | rigida             |
| 210.   | Jerome K. Jerome                             | Tre uomini in barca - Tre uomini a zonzo                                                                        |                    | rigida             |
| 211.   | Howard P. Lovecraft                          | Il misterioso caso di Charles Dexter Ward                                                                       |                    | rigida; flessibile |
| 212.   | Charles Darwin                               | L'origine dell'uomo e la selezione sessuale                                                                     |                    | rigida             |
| 213.   | Lucio Anneo Seneca                           | L'arte di essere felici e vivere a lungo                                                                        |                    | rigida             |
| 214.   | Francis Scott Fitzgerald                     | Il grande Gatsby                                                                                                |                    | rigida             |
| 215.   | Fernando Pessoa                              | Il libro dell'inquietudine                                                                                      | ISBN 9788822711717 | rigida             |
| 216.   | Israel Joshua Singer                         | I fratelli Ashkenazi                                                                                            |                    | rigida             |
| 217.   | Francis Scott Fitzgerald                     | Tenera è la notte                                                                                               |                    | rigida             |
| 218.   | Wilkie Collins                               | La legge e la signora                                                                                           |                    | flessibile         |
| 219.   | Sigmund Freud                                | Sessualità e vita amorosa                                                                                       |                    | rigida; flessibile |
| 220.   | Sigmund Freud                                | Mosè e il monoteismo                                                                                            |                    | rigida; flessibile |
| 221.   | Arthur Conan Doyle                           | Tutto Sherlock Holmes (1/4 cofanetto)                                                                           |                    | rigida             |
| 222.   | Arthur Conan Doyle                           | Tutto Sherlock Holmes (2/4 cofanetto)                                                                           |                    | rigida             |
| 223.   | Arthur Conan Doyle                           | Tutto Sherlock Holmes (3/4 cofanetto)                                                                           |                    | rigida             |
| 224.   | Arthur Conan Doyle                           | Tutto Sherlock Holmes (4/4 cofanetto)                                                                           |                    | rigida             |
| 225.   | Sigmund Freud                                | Compendio di psicoanalisi e altri scritti                                                                       |                    | rigida; flessibile |
| 226.   | Sigmund Freud                                | La psicoanalisi                                                                                                 |                    | rigida             |
| 227.   | Sigmund Freud                                | Psicoanalisi della società moderna                                                                              |                    | rigida; flessibile |
| 228.   | Sigmund Freud                                | Psicoanalisi dell'arte e della letteratura                                                                      |                    | flessibile         |
| 229.   | Sigmund Freud                                | Psicoanalisi dell'isteria e dell'angoscia                                                                       |                    | rigida; flessibile |
| 230.   | Sigmund Freud                                | Psicologia e metapsicologia                                                                                     |                    | flessibile         |
| 231.   | Friedrich Nietzsche                          | La volontà di potenza                                                                                           |                    | rigida             |
| 232.   | Friedrich Nietzsche                          | Aurora. Pensieri sui pregiudizi morali                                                                          |                    | rigida; flessibile |
| 233.   | Friedrich Nietzsche                          | Genealogia della morale                                                                                         |                    | rigida; flessibile |
| 234.   | Friedrich Nietzsche                          | La gaia scienza                                                                                                 |                    | flessibile         |
| 235.   | Friedrich Nietzsche                          | Verità e menzogna - La nascita della tragedia – La filosofia nell’età tragica dei Greci                         |                    | flessibile         |
| 236.   | Wilkie Collins                               | Le foglie cadute                                                                                                |                    | rigida; flessibile |
| 237.   | Grazia Deledda                               | Canne al vento                                                                                                  |                    | rigida             |
| 238.   | Virginia Woolf                               | Gita al Faro |                    |                    |
| 239.   | Thomas Mann                                  | I Buddenbrook                                                                                                   |                    |                    |
| 240.   | Israel Joshua Singer                         | La famiglia Karnowski                                                                                           |                    |                    |
| 241.   | H.G. Wells                                   | La guerra dei mondi                                                                                             |                    | rigida             |
| 242.   | Francis Scott Fitzgerald                     | Racconti dell'età del jazz                                                                                      |                    | rigida             |
| 243.   | H.G. Wells                                   | La macchina del tempo - L'isola del Dottor Moreau                                                               |                    | rigida             |
| 244.   | Virginia Woolf                               | Mrs Dalloway |                    | rigida             |
| 245.   | Irène Némirovsky                             | Suite francese                                                                                                  |                    | rigida             |
| 246.   | Virginia Woolf                               | Una stanza tutta per sé                                                                                         | ISBN 9788822719799 | flessibie; rigida  |
| 247.   | Arthur Conan Doyle                           | L'ultimo saluto di Sherlock Holmes                                                                              | ISBN 9788822701862 | rigida             |
| 248.   | Arthur Schopenhauer                          | L'arte di ottenere ragione                                                                                      | ISBN 9788822719751 | flessibile; rigida |
| 249.   | Joseph Roth                                  | Giobbe | ISBN 9788822752079 | flessibile         |
| 250.   | George Orwell                                | Omaggio alla Catalogna                                                                                          | ISBN 9788822755766 | flessibile         |
| 251.   | Charles Dickens                              | Tempi difficili                                                                                                 | ISBN 9788822703675 | rigida             |
| 252.   | Robert Musil                                 | Il giovane Törless                                                                                              | ISBN 9788822725080 | rigida; flessibile |
| 253.   | Irène Némirovsky                             | L'affare Kurilov - Film parlato - La moglie di don Giovanni - L'Orchessa                                        | ISBN 9788822725097 | rigida; flessibile |
| 254.   | Wilkie Collins                               | Il fiume della colpa                                                                                            | ISBN 9788822725103 | rigida; flessibile |
| 255.   | Mahatma Gandhi                               | Il mio credo, il mio pensiero                                                                                   | ISBN 9788822702142 | rigida             |
| 256.   | Virginia Woolf                               | Orlando | ISBN 9788822750792 | rigida             |
| 257.   | Cesare Pavese                                | La casa in collina                                                                                              | ISBN 9788822749741 | rigida; flessibile |
| 258.   | Cesare Pavese                                | La luna e i falò                                                                                                | ISBN 9788822749758 | rigida             |
| 259.   | George Orwell                                | La fattoria degli animali                                                                                       |                    | rigida             |
| 260.   | George Orwell                                | 1984 |                    | rigida             |
| 261.   | Trilussa                                     | Le più belle poesie romanesche                                                                                  | ISBN 9788822749789 | rigida; flessibile |
| 262.   | Francis Scott Fitzgerald                     | Belli e dannati                                                                                                 | ISBN 9788822750808 | rigida             |
| 263.   | H.G. Wells                                   | L'uomo invisibile                                                                                               | ISBN 9788822750815 | rigida             |
| 264.   | Jack London                                  | Martin Eden | ISBN 9788822750822 | rigida             |
| 265.   | Emilio Salgari                               | Il Corsaro Nero                                                                                                 | ISBN 9788822751669 | flessibile         |
| 266.   | Virgina Woolf                                | La crociera | ISBN 9788822751676 | flessibile         |
| 267.   | Joseph Roth                                  | La leggenda del santo bevitore e Fuga senza fine                                                                | ISBN 9788822751683 | flessibile         |
| 268.   | Nikolaj Vasil’evič Gogol'                    | Tutti i racconti                                                                                                | ISBN 9788822703927 | flessibile         |
| 269.   | Jack London                                  | Il Tallone di ferro                                                                                             | ISBN 9788822752048 | flessibile         |
| 270.   | Viginia Woolf                                | Notte e giorno                                                                                                  | ISBN 9788822752055 | flessibile         |
| 271.   | Miguel de Cervantes                          | Novelle esemplari                                                                                               | ISBN 9788822752062 | flessibile         |
| 272.   | Virginia Woolf                               | Tutti i racconti                                                                                                | ISBN 9788822753823 | flessibile         |
| 273.   | Émile Zola                                   | I misteri di Marsiglia                                                                                          | ISBN 9788822703705 | flessibile         |
| 274.   | Joseph Conrad                                | L'agente segreto                                                                                                | ISBN 9788822753830 | flessibile         |
| 275.   | James Joyce                                  | Gente di Dublino                                                                                                | ISBN 9788822753847 | flessibile         |
| 276.   | Stefan Zweig                                 | Novella degli scacchi - Paura - Lettera di una sconosciuta                                                      | ISBN 9788822753854 | flessibile         |
| 277.   | Israel Joshua Singer                         | Yoshe Kalb | ISBN 9788822753861 | flessibile         |
| 278.   | Jack London                                  | Il lupo dei mari e Racconti della pattuglia guardiapesca                                                        | ISBN 9788822753878 | flessibile         |
| 279.   | Emilio Salgari                               | Le tigri di Mompracem                                                                                           | ISBN 9788822753885 | flessibile         |
| 280.   | Maurice Leblanc                              | Le avventure di Arsenio Lupin, ladro gentiluomo                                                                 | ISBN 9788822754561 | rigida; flessibile |
| 281.   | Maurice Leblanc                              | Le avventure di Arsenio Lupin. Il tappo di cristallo                                                            | ISBN 9788822754646 | rigida; flessibile |
| 282.   | Maurice Leblanc                              | Le avventure di Arsenio Lupin. Il triangolo d'oro                                                               | ISBN 9788822754653 | rigida; flessibile |
| 283.   | Maurice Leblanc                              | Le avventure di Arsenio Lupin. L'isola delle trenta bare                                                        | ISBN 9788822754660 | rigida; flessibile |
| 284.   | Miguel de Unamuno                            | Vita di Don Chisciotte e Sancho Panza                                                                           | ISBN 9788822755773 | flessibile         |
| 285.   | William Butler Yeats                         | Fiabe irlandesi                                                                                                 | ISBN 9788822755780 | flessibile         |
| 286.   | Esopo                                        | Favole | ISBN 9788822755797 | flessibile         |
| 287.   | Victor Hugo                                  | Notre-Dame de Paris                                                                                             | ISBN 9788822755803 | flessibile         |
| 288.   | Horace Walpole                               | Il castello di Otranto                                                                                          | ISBN 9788822755810 | flessibile         |
| 289.   | Arthur Conan Doyle                           | Il taccuino di Sherlock Holmes                                                                                  | ISBN 9788822757333 | flessibile         |
| 290.   | Joseph Conrad                                | La linea d'ombra                                                                                                | ISBN 9788822757340 | flessibile         |
| 291.   | Emilio Salgari                               | Sandokan. I pirati della Malesia                                                                                | ISBN 9788822757357 | flessibile         |
| 292.   | William Shakespeare                          | Sogno di una notte di mezza estate                                                                              | ISBN 9788822757364 | flessibile         |
| 293.   | James Joyce                                  | Ritratto dell'artista da giovane                                                                                | ISBN 9788822757371 | flessibile         |
| 294.   | Franz Kafka                                  | America | ISBN 9788822757388 | flessibile         |
| 295.   | Luigi Pirandello                             | Sei personaggi in cerca d'autore - Questa sera si recita a soggetto - Ciascuno a suo modo                       | ISBN 9788822757395 | flessibile         |
| 296.   | Joseph Roth                                  | La Cripta dei Cappuccini                                                                                        | ISBN 9788822757401 | flessibile         |
| 297.   | Maurice Leblanc                              | Le avventure di Arsenio Lupin. Gli otto rintocchi del pendolo                                                   | ISBN 9788822758521 | flessibile         |
| 298.   | Maurice Leblanc                              | Le avventure di Arsenio Lupin. La dimora misteriosa                                                             | ISBN 9788822758538 | flessibile         |
| 299.   | Maurice Leblanc                              | Le avventure di Arsenio Lupin. La donna dai due sorrisi                                                         | ISBN 9788822758545 | flessibile         |
| 300.   | Evgenij Ivanovič Zamjatin                    | Noi | ISBN 9788822759948 | flessibile         |
| 301.   | Percy Bysshe Shelley                         | Poesie | ISBN 9788822764508 | flessibile         |
| 302.   | John Keats                                   | Poesie | ISBN 9788822764515 | flessibile         |
| 303.   | Rabindranath Tagore                          | Poesie d'amore                                                                                                  | ISBN 9788822764522 | flessibile         |
| 304.   | George Orwell                                | Senza un soldo a Parigi e a Londra                                                                              | ISBN 9788822767134 | flessibile         |
| 305.   | George Orwell                                | Giorni in Birmania                                                                                              | ISBN 9788822767141 | flessibile         |
| 306.   |                                              | |                    |                    |
| 307.   | Napoleone                                    | L'arte del comando                                                                                              |                    |                    |